# Jaroslav Doubrava
Jaroslav Doubrava (født 25. april 1909 i Chrudim, død 2. oktober 1960 i Prag, Tjekkiet) var en tjekkisk komponist, maler, producer, musikanmelder og lærer.
Doubrava studerede kompostion på Musikonservatoriet i Prag hos Otakar Jeremiáš. Han har skrevet 4 symfonier, orkesterværker, kammermusik, operaer, instrumentalværker og vokalværker. Doubrava arbejdede også for Tjekkisk Radio som bl.a. musikanmelder, underviser og producer. Han var aktiv medarbejder i den Tjekkiske Komponistforening.

## Udvalgte værker
- Symfoni nr. 1 "Koral" (1938–1940) - for orkester
- Symfoni nr. 2 "Stalingrad" (1943-1944) - for stort orkester
- Symfoni nr. 3 "Tragisk" (1956–1958) - for orkester
- Symfoni nr. 4 (unfuldendt) (1960) - (fragment arr. af Mácha som "Efterårs Pastorale") - for orkester